# Neurothemis fluctuans
Neurothemis fluctuans är en trollsländeart som först beskrevs av Johan Christian Fabricius 1793.  Neurothemis fluctuans ingår i släktet Neurothemis och familjen segeltrollsländor. IUCN kategoriserar arten globalt som livskraftig. Inga underarter finns listade i Catalogue of Life.

## Bildgalleri

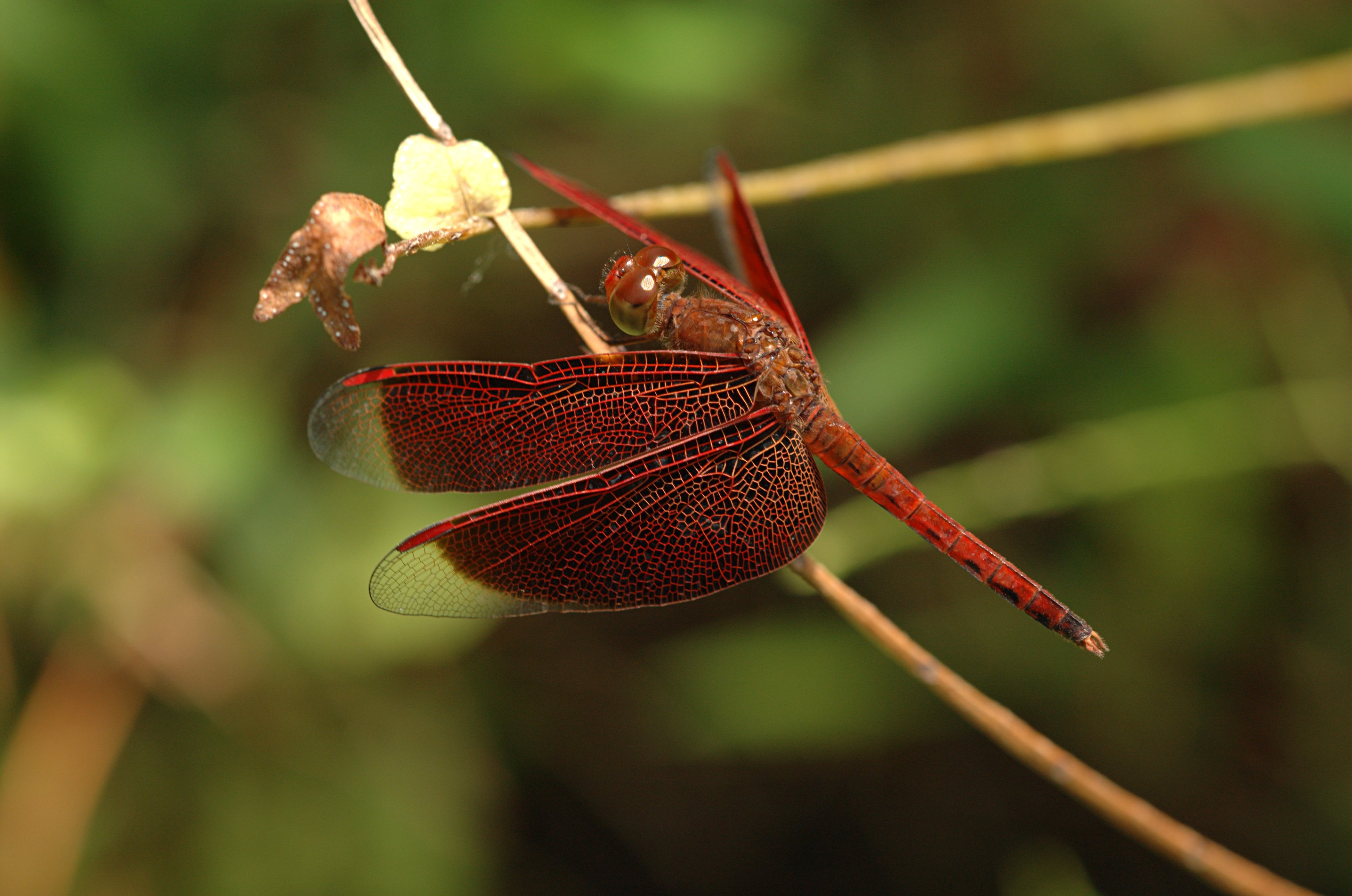
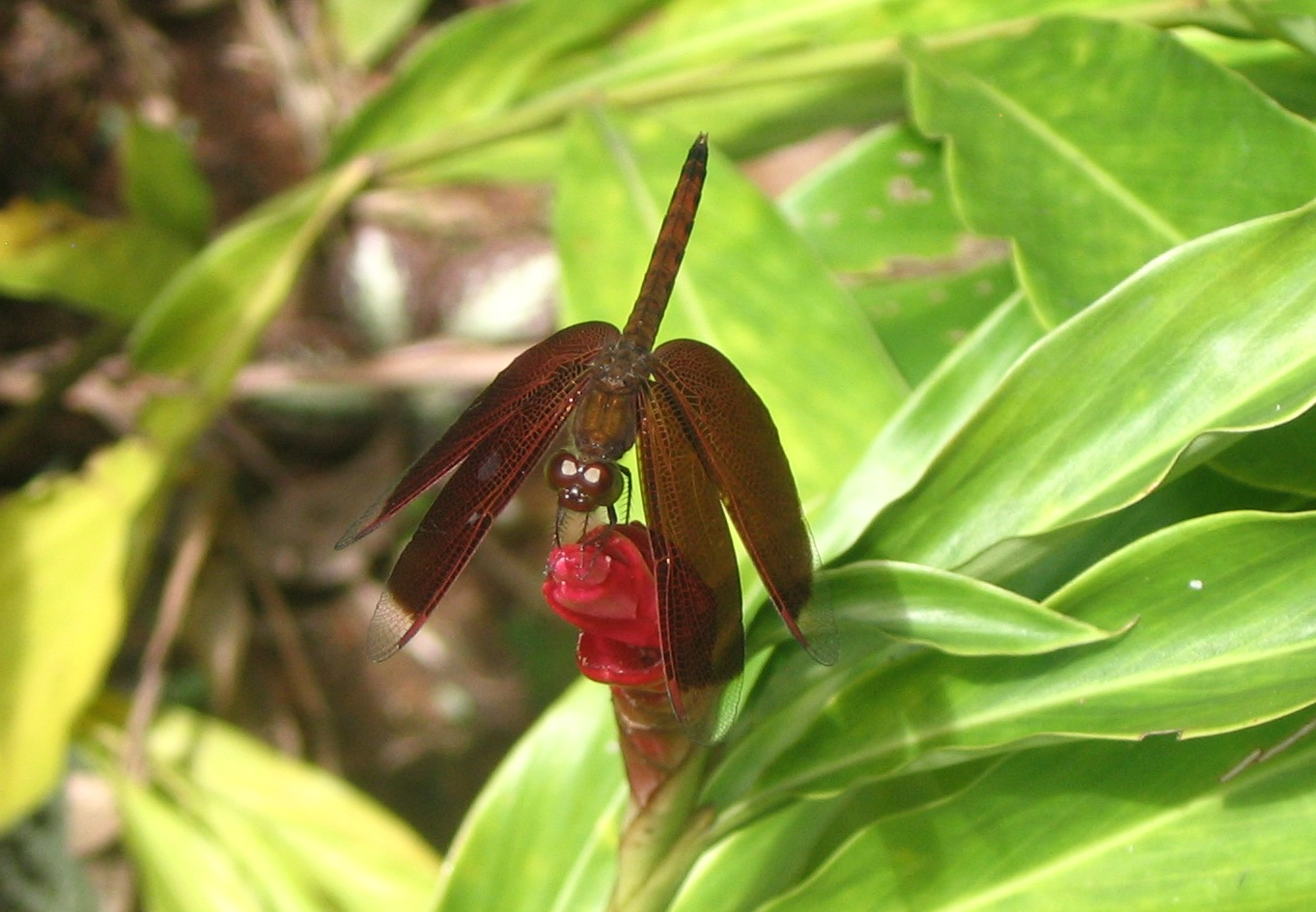
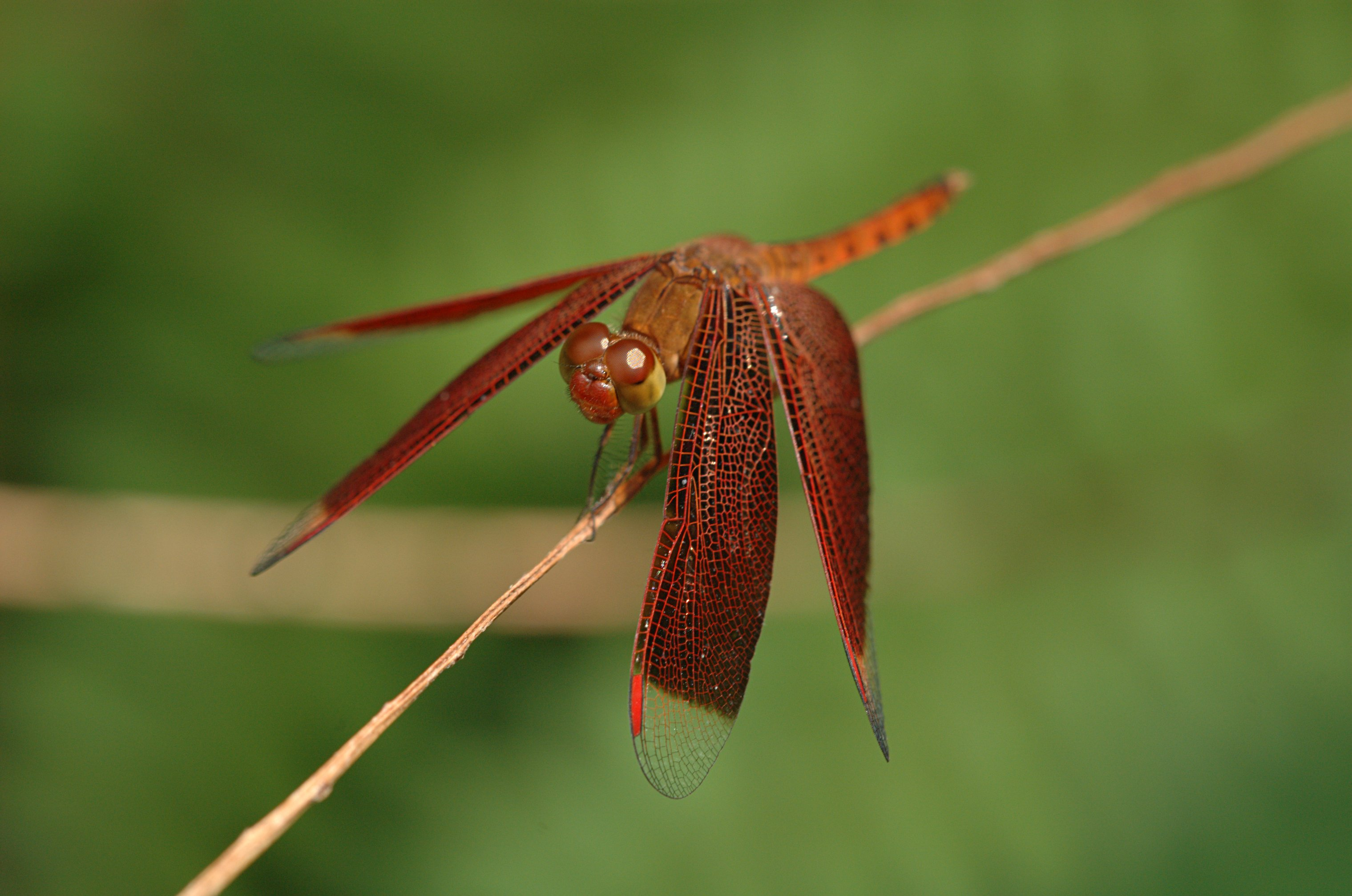
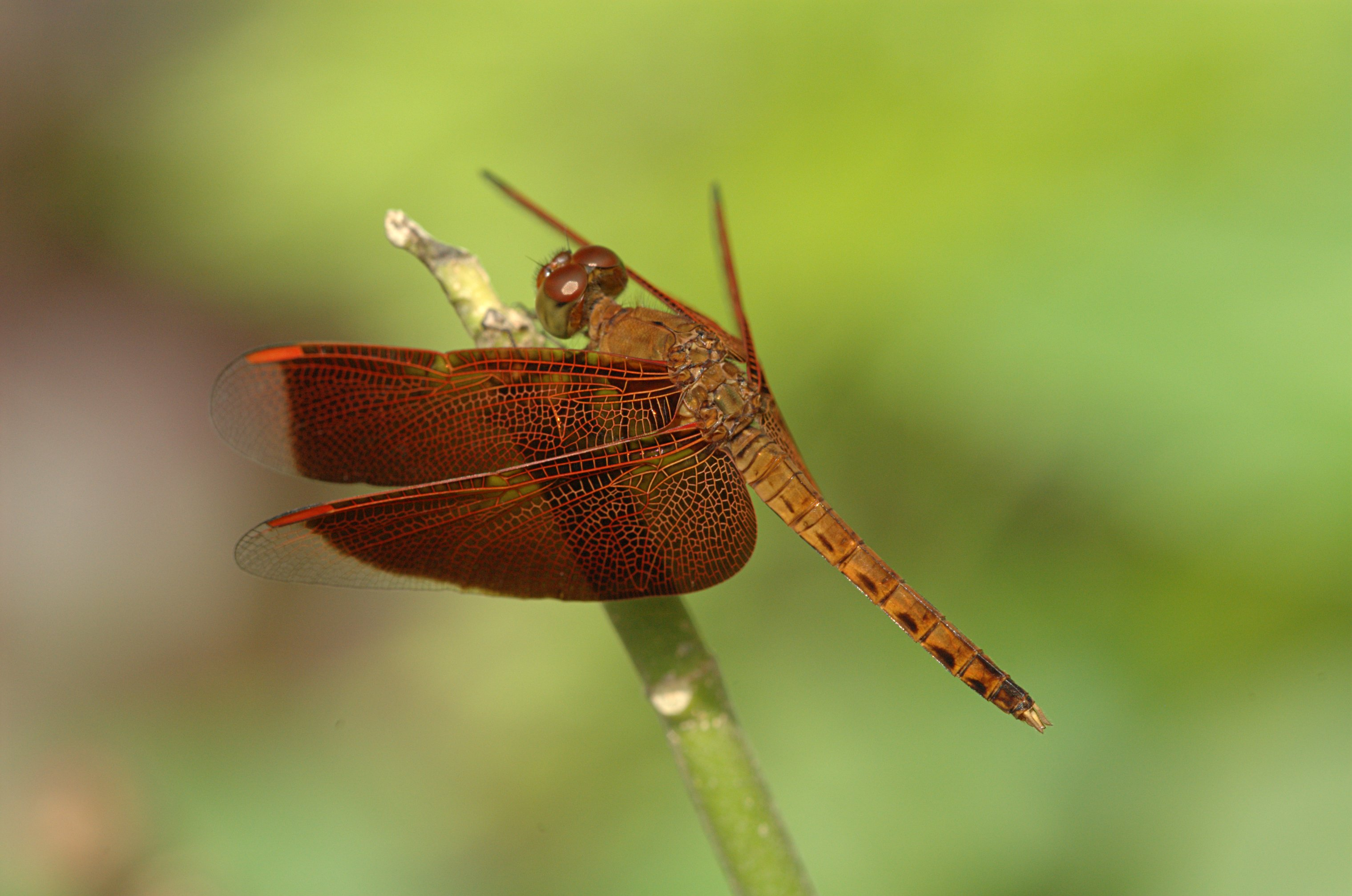
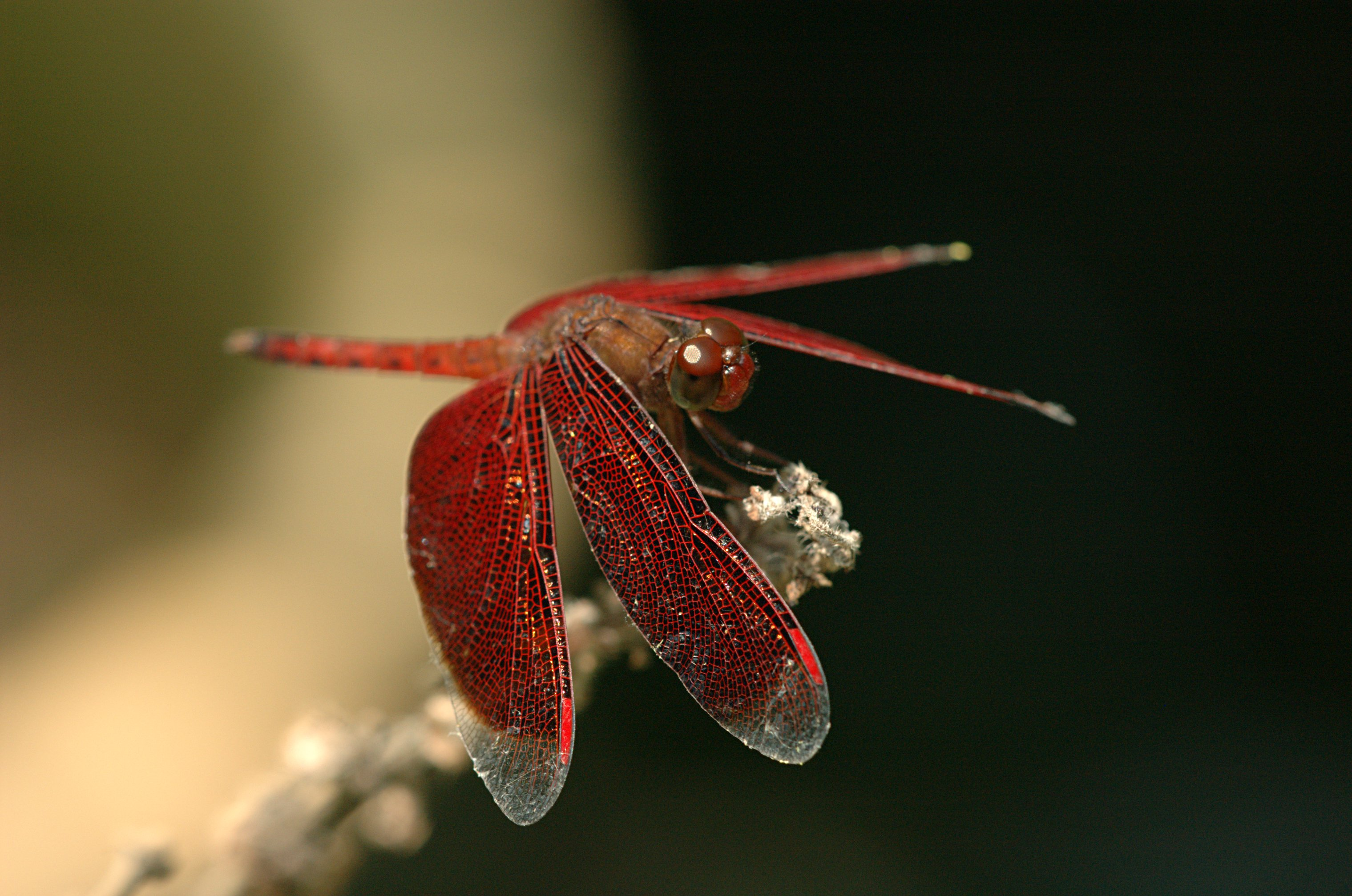